# Мельників Яр
Мельників Яр, Ушиця — річка  в Україні, у Крижопільському  районі Вінницької області. Права притока Ташлику  (басейн Дністра ).

## Опис
Довжина річки 9,4 км.

## Розташування
Бере  початок у Дахталії. Тече переважно на південний захід і у Леонівці впадає у Ташлик, праву притоку Марківки.